# Kerpert
Kerpert (bret. Kerbêr) – miejscowość i gmina we Francji, w regionie Bretania, w departamencie Côtes-d’Armor.
Według danych na rok 1999 gminę zamieszkiwało 318 osób, a gęstość zaludnienia wynosiła 15 osób/km² (wśród 1269 gmin Bretanii Kerpert plasuje się na 939. miejscu pod względem liczby ludności, natomiast pod względem powierzchni na miejscu 484.).